# Mistrzostwa Świata Strongman 2005
Mistrzostwa Świata Strongman 2005 – doroczne, indywidualne zawody siłaczy.

## Rundy kwalifikacyjne
WYNIKI KWALIFIKACJI
Data: 27, 28, 29, 30 września 2005 r.
Do finału kwalifikuje się dwóch najlepszych zawodników z każdej z grup.
Grupa 1
| Miejsce | Zawodnik        | Kraj              | Punkty |
| ------- | --------------- | ----------------- | ------ |
| 1.      | Jarosław Dymek  | Polska            | 23,5   |
| 2.      | Dominic Filiou  | Kanada            | 21,5   |
| 3.      | Josh Thigpen    | Stany Zjednoczone | 18     |
| 4.      | Raivis Vidzis   | Łotwa             | 17     |
| 5.      | Michael Gosling | Anglia            | 8      |

Grupa 2
| Miejsce | Zawodnik           | Kraj              | Punkty |
| ------- | ------------------ | ----------------- | ------ |
| 1.      | Ralf Ber           | Austria           | 22,5   |
| 2.      | Elbrus Nigmatullin | Rosja             | 22     |
| 3.      | Boris Haraldsson   | Islandia          | 21,5   |
| 4.      | Mark Philippi      | Stany Zjednoczone | 18     |
| 5.      | Sol Bathaiee       | Iran              | 6      |

Grupa 3
| Miejsce | Zawodnik             | Kraj              | Punkty |
| ------- | -------------------- | ----------------- | ------ |
| 1.      | Mariusz Pudzianowski | Polska            | 25     |
| 2.      | Don Pope             | Stany Zjednoczone | 22,5   |
| 3.      | Mychajło Starow      | Ukraina           | 18,5   |
| 4.      | Steve Bourgeois      | Kanada            | 16     |
| 5.      | Brian Irwin          | Irlandia Północna | 8      |

Grupa 4
| Miejsce | Zawodnik        | Kraj              | Punkty |
| ------- | --------------- | ----------------- | ------ |
| 1.      | Janne Virtanen  | Finlandia         | 20,5   |
| 2.      | Dave Ostlund    | Stany Zjednoczone | 20     |
| 3.      | Jessen Paulin   | Kanada            | 17     |
| 4.      | Kevin Nee       | Stany Zjednoczone | 16,5   |
| 5.      | Sławomir Toczek | Polska            | 16     |

Grupa 5
| Miejsce | Zawodnik       | Kraj              | Punkty |
| ------- | -------------- | ----------------- | ------ |
| 1.      | Jesse Marunde  | Stany Zjednoczone | 26     |
| 2.      | Tarmo Mitt     | Estonia           | 21     |
| 3.      | Terry Hollands | Anglia            | 20     |
| 4.      | Carl Waitoa    | Nowa Zelandia     | 17     |
| 5.      | Gu Yan Li      | Chiny             | 6      |

## Finał
FINAŁ – WYNIKI SZCZEGÓŁOWE
Data: 4, 5, 6, 7 października 2005 r.

Miejsce: Chengdu  Chiny
| Miejsce | Zawodnik             | Kraj              | Punkty              |
| ------- | -------------------- | ----------------- | ------------------- |
| 1.      | Mariusz Pudzianowski | Polska            | 60                  |
| 2.      | Jesse Marunde        | Stany Zjednoczone | 46                  |
| 3.      | Dominic Filiou       | Kanada            | 42                  |
| 4.      | Jarosław Dymek       | Polska            | 37,5 (kontuzjowany) |
| 5.      | Janne Virtanen       | Finlandia         | 37                  |
| 6.      | Tarmo Mitt           | Estonia           | 34                  |
| 7.      | Ralf Ber             | Austria           | 33,5                |
| 8.      | Don Pope             | Stany Zjednoczone | 33                  |
| 9.      | Dave Ostlund         | Stany Zjednoczone | 32                  |
| 10.     | Elbrus Nigmatullin   | Rosja             | 30                  |

## Nagrody
| Miejsce | Wysokość nagrody |
| ------- | ---------------- |
| 1.      | $?               |
| 2.      | $?               |
| 3.      | $?               |
| 4.      | $?               |
| 5.      | $?               |

## Zawodnicy rezerwowi
Zawodnicy rezerwowi zastępują zawodnika w razie kontuzji lub rezygnacji z udziału w zawodach.
Zawodnicy rezerwowi: Ulf Eriksson  Szwecja i Auðunn Jónsson  Islandia.